# Asmir Kolašinac
Asmir Kolašinac (in cirillico: Асмир Колашинац; Skopje, 15 ottobre 1984) è un ex pesista serbo, campione europeo indoor a Göteborg 2013.

## Biografia
Il 1º marzo 2013 si laurea campione europeo al coperto a Göteborg grazie ad una competizione che lo ha visto in testa per tutta la gara concludendo poi con una miglior misura di 20,62 metri.
Questo è anche un risultato storico per la Serbia: è la prima medaglia conquistata da questa nazione ai campionati europei al coperto.
Il 12 agosto 2014 partecipa ai campionati europei di Zurigo. Dopo aver superato il turno di qualificazione con la sesta misura, in finale conclude quinto con un lancio a 20,55 metri.
Nel gennaio del 2025 ha annunciato il ritiro dalla attività agonistica

## Record nazionali
- Getto del peso indoor 20,91 m ( Novi Sad 14 febbraio 2015).

## Progressione

### Getto del peso outdoor
| Stagione | Misura  | Luogo        | Data      | Rank. Mond. |
| -------- | ------- | ------------ | --------- | ----------- |
| 2015     | 21,58 m | Belgrado     | 27-6-2015 |             |
| 2014     | 20,79 m | Prijepolje   | 7-8-2014  | 20º         |
| 2013     | 20,80 m | Belgrado     | 3-8-2013  | 17º         |
| 2012     | 20,85 m | Fiume        | 21-7-2012 | 17º         |
| 2011     | 20,50 m | Novi Sad     | 4-6-2011  | 27º         |
| 2010     | 20,38 m | Bajina Bašta | 8-7-2010  | 24º         |
| 2009     | 20,41 m | Celje        | 2-9-2009  | 26º         |
| 2008     | 19,99 m | Novi Sad     | 7-6-2008  | 54º         |
| 2007     | 19,30 m | Banja Luka   | 5-5-2007  | 87º         |
| 2006     | 17,85 m | Kragujevac   | 3-6-2006  | 230º        |
| 2005     | 17,88 m | Kragujevac   | 2-7-2005  | 237º        |

### Getto del peso indoor
| Stagione | Misura  | Luogo    | Data      | Rank. Mond. |
| -------- | ------- | -------- | --------- | ----------- |
| 2014/15  | 20,91 m | Novi Sad | 14-2-2015 | 6º          |
| 2013/14  | 20,67 m | Novi Sad | 1-3-2014  | 14º         |
| 2012/13  | 20,62 m | Göteborg | 1-3-2013  | 5º          |
| 2011/12  | 20,64 m | Linz     | 2-2-2012  | 11º         |
| 2010/11  | 20,12 m | Budapest | 13-2-2011 | 24º         |
| 2009/10  | 20,52 m | Linz     | 4-2-2010  | 15º         |
| 2008/09  | 18,88 m | Sarajevo | 7-2-2009  | 68º         |
| 2007/08  | 18,99 m | Budapest | 26-1-2008 | 59º         |
| 2006/07  | 17,67 m | Il Pireo | 21-2-2007 | 170º        |

## Palmarès
| Anno | Manifestazione          | Sede           | Evento         | Risultato | Prestazione | Note                                     |
| ---- | ----------------------- | -------------- | -------------- | --------- | ----------- | ---------------------------------------- |
| 2007 | Universiadi             | Bangkok        | Getto del peso | 6º        | 18,90 m     |                                          |
| 2008 | Giochi olimpici         | Pechino        | Getto del peso | 33º (q)   | 19,01 m     |                                          |
| 2009 | Universiadi             | Belgrado       | Getto del peso | Finale    | nm          |                                          |
| 2009 | Mondiali                | Berlino        | Getto del peso | 20º (q)   | 19,67 m     |                                          |
| 2010 | Mondiali indoor         | Doha           | Getto del peso | 11º (q)   | 20,10 m     |                                          |
| 2010 | Europei                 | Barcellona     | Getto del peso | 8º        | 19,87 m     |                                          |
| 2011 | Europei indoor          | Parigi         | Getto del peso | nm (q)    | nm (q)      |                                          |
| 2011 | Mondiali                | Taegu          | Getto del peso | 10º       | 19,84 m     |                                          |
| 2012 | Mondiali indoor         | Istanbul       | Getto del peso | 12º (q)   | 19,70 m     |                                          |
| 2012 | Europei                 | Helsinki       | Getto del peso | Bronzo    | 20,36 m     |                                          |
| 2012 | Giochi olimpici         | Londra         | Getto del peso | 7º        | 20,71 m     |                                          |
| 2013 | Europei indoor          | Göteborg       | Getto del peso | Oro       | 20,62 m     | Miglior prestazione personale stagionale |
| 2013 | Mondiali                | Mosca          | Getto del peso | 10º       | 19,96 m     |                                          |
| 2014 | Mondiali indoor         | Sopot          | Getto del peso | 13º (q)   | 20,04 m     |                                          |
| 2014 | Europei                 | Zurigo         | Getto del peso | 5º        | 20,55 m     |                                          |
| 2015 | Europei indoor          | Praga          | Getto del peso | Argento   | 20,90 m     |                                          |
| 2015 | Mondiali                | Pechino        | Getto del peso | 7º        | 20,71 m     |                                          |
| 2016 | Europei                 | Amsterdam      | Getto del peso | 5º        | 20,43 m     |                                          |
| 2016 | Giochi olimpici         | Rio de Janeiro | Getto del peso | 15º (q)   | 20,16 m     |                                          |
| 2017 | Europei indoor          | Belgrado       | Getto del peso | 11º (q)   | 19,96 m     |                                          |
| 2018 | Mondiali indoor         | Birmingham     | Getto del peso | 15º       | 19,34 m     |                                          |
| 2018 | Europei                 | Berlino        | Getto del peso | nm (q)    | nm (q)      |                                          |
| 2019 | Europei indoor          | Glasgow        | Getto del peso | 13º (q)   | 19,82 m     |                                          |
| 2019 | Mondiali                | Doha           | Getto del peso | 27º (q)   | 19,86 m     |                                          |
| 2021 | Giochi olimpici         | Tokyo          | Getto del peso | 29º (q)   | 19,68 m     |                                          |
| 2022 | Mondiali indoor         | Belgrado       | Getto del peso | 11º       | 20,64 m     |                                          |
| 2022 | Giochi del Mediterraneo | Orano          | Getto del peso | Argento   | 20,37 m     | Miglior prestazione personale stagionale |
| 2022 | Europei                 | Monaco         | Getto del peso | 8º        | 20,15 m     |                                          |
| 2023 | Europei indoor          | Istanbul       | Getto del peso | 11ª (q)   | 19,63 m     |                                          |
| 2023 | Mondiali                | Budapest       | Getto del peso | 19º (q)   | 20,01 m     |                                          |
| 2024 | Europei                 | Roma           | Getto del peso | 18º (q)   | 19,19 m     |                                          |

## Campionati nazionali
- 6 volte campione nazionale del getto del peso (2008, 2010/2014)
- 5 volte campione nazionale indoor del getto del peso (2009, 2011, 2013/2015)

2005
- Bronzo ai campionati nazionali assoluti, getto del peso - 17,56 m

2007
- Argento ai campionati nazionali assoluti, getto del peso - 18,94 m

2008
- Oro ai campionati nazionali assoluti, getto del peso - 19,99 m

2009
- Oro ai campionati nazionali assoluti indoor, getto del peso - 18,88 m
- Argento ai campionati nazionali assoluti, getto del peso - 20,15 m

2010
- Oro ai campionati nazionali assoluti, getto del peso - 20,10 m

2011
- Oro ai campionati nazionali assoluti indoor, getto del peso - 19,96 m
- Oro ai campionati nazionali assoluti, getto del peso - 20,21 m

2012
- Oro ai campionati nazionali assoluti, getto del peso - 20,48 m

2013
- Oro ai campionati nazionali assoluti indoor, getto del peso - 20,46 m
- Oro ai campionati nazionali assoluti, getto del peso - 20,64 m

2014
- Oro ai campionati nazionali assoluti indoor, getto del peso - 20,61 m
- Oro ai campionati nazionali assoluti, getto del peso - 20,66 m

## Altre competizioni internazionali
2013
- 7º all'Adidas Grand Prix ( New York), getto del peso - 19,68 m
- 6º al Golden Gala Pietro Mennea ( Roma), getto del peso - 20,06 m
- Oro agli Europei a squadre (Second League) ( Kaunas), getto del peso - 20,37 m
- Bronzo al Meeting ISTAF ( Berlino), getto del peso - 19,94 m
- 4º al Zagreb Meeting ( Zagabria), getto del peso - 20,63 m
- 6º al Memorial Van Damme ( Bruxelles), getto del peso - 20,57 m

2014
- 5º all'International Hallen Meeting Karlsruhe ( Karlsruhe), getto del peso - 20,39 m
- 6º in Coppa Europa invernale di lanci ( Leiria), getto del peso - 19,95 m
- Oro agli Europei a squadre (Second League) ( Riga), getto del peso - 20,15 m
- 8º al Weltklasse Zürich ( Zurigo), getto del peso - 20,21 m
- 4º al Zagreb Meeting ( Zagabria), getto del peso - 20,32 m

2015
- 5º al Doha Diamond League ( Doha), getto del peso - 20,44 m
- Oro al Golden Spike Ostrava ( Ostrava), getto del peso - 20,51 m
- 8º al Golden Gala Pietro Mennea ( Roma), getto del peso - 19,98 m

## Riconoscimenti
- È stato nominato miglior atleta dei Balcani per l'anno 2012 dall'Associazione delle Federazioni di Atletica leggera dei Balcani.[5]